# Cătălina Cristea
Cătălina Cristea (n. 2 iunie 1975, București, România) este o fostă jucătoare de tenis din România. Ea a fost clasată pe locul 59 în clasamentul individual pe 21 iulie 1997 și pe 40 la dublu pe 17 august 1998 în clasamentul WTA. S-a retras din tenisul profesionist în septembrie 2001, înainte de a reveni în 2005; după aceea, s-a retras în septembrie 2005, la vârsta de 30 de ani.
În meciurile jucate pentru România la Fed Cup, Cristea are palmares de 20 de victorii și 13 înfrângeri.

## Finale de dublu: 4 (1-3)
| Legenda: Înainte De 2009  | Legenda: Începând din 2009 |
| ------------------------- | -------------------------- |
| Turneel de Grand Slam (0) |                            |
| Aur Olimpic (0)           |                            |
| WTA Championships (0)     |                            |
| Nivelul I (0-0)           | Premier Mandatory (0)      |
| Nivelul II (0)            | Premier 5 (0)              |
| Nivelul III (0-2)         | Premier (0)                |
| Tier IV & V (1-1)         | Internațional (0)          |

| Rezultat     | No. | Dată              | Turneu                       | Suprafață | Partner         | Adversare                           | Scor în finală |
| ------------ | --- | ----------------- | ---------------------------- | --------- | --------------- | ----------------------------------- | -------------- |
| Finalistă    | 1.  | 23 februarie 1998 | Oklahoma City, Statele Unite | Hard      | Kristine Kunce  | Serena Williams Venus Williams      | 6-5, 6-2       |
| Finalistă    | 2.  | 20 aprilie 1998   | Budapesta, Ungaria           | Zgură     | Laura Montalvo  | Virginia Ruano Pascual Paola Suárez | 4–6, 6–1, 6–1  |
| Finalistă    | 3.  | 15 iunie 1998     | 's-Hertogenbosch, Olanda     | Iarbă     | Eva Melicharova | Sabine Appelmans Miriam Oremans     | 7-6 6-7 6-7    |
| Câștigătoare | 4.  | 3 mai 1999        | Varșovia, Polonia            | Zgură     | Irina Selyutina | Amélie Cocheteux Janette Husárová   | 6–1, 6–2       |